# Protoesperanto
Per protoesperanto (in esperanto Pra-esperanto, ovvero Esperanto primitivo) si intende uno stato di evoluzione della lingua esperanto precedente alla lingua poi definitivamente pubblicata da Ludwik Lejzer Zamenhof tra il 1872 e il 1887. La creazione dell'esperanto, nonostante non fosse stato il primo caso di lingua artificiale, deve essere stato un processo avvenuto per approssimazioni successive sulla grammatica e il lessico, in cui scelte dovevano essere messe in atto per dare alla lingua le caratteristiche di semplicità e grande espressività che la caratterizzano, fino al momento della pubblicazione della "versione definitiva".

## Fonti e storia del protoesperanto
Non si hanno molti documenti in protoesperanto, e con ogni probabilità, in ogni periodo Zamenhof ha potuto inserire dei piccoli cambiamenti e modifiche, prendere decisioni che hanno modificato la lingua, e tale processo non può essere noto. Si può immaginare che il protoesperanto non sia stata una vera e propria lingua, a meno di non fotografarla in un dato istante, prima dell'introduzione di una successiva modifica (a ogni nuova modifica fondamentale, Zamenhof creava inconsciamente un nuovo protoesperanto).

### LaLingwe uniwersaladel 1878
Fu nel 1878 che Zamenhof presentò la prima versione di (proto)esperanto. In occasione del suo diciannovesimo compleanno, invitati i suoi compagni di scuola davanti a una torta, lesse una breve poesia nella nuova lingua ausiliaria. Ecco i quattro versi con traduzione in esperanto e italiano:
(Protoesperanto) Malamikete de las nacjes,
cadó, cadó, jam temp' está;
la tot' homoze in familje
konunigare so debá.
(EO)  Malamikeco de la nacioj,
falu, falu, jam temp' estas;
la tuta homaro en familion
kununuigi sin devas.
Inimicizia delle nazioni,
cadi, cadi, è tempo ormai;
l'intera umanità in una famiglia
deve unirsi [unire sé deve].
Da queste poche righe si possono però notare delle caratteristiche molto interessanti. I sostantivi (almeno quelli che appaiono nella strofa) terminavano con la desinenza - e, mentre il plurale si otteneva aggiungendo una -s alla parola come in varie lingue europee, e questo valeva anche per l'articolo (singolare: la, plurale: las in modo simile alla lingua spagnola). Anche i verbi avevano desinenze diverse: -are era la desinenza dell'infinito (poi sostituita dalla più leggera -i), -á era la desinenza del presente (che poi fu cambiata in -as), mentre -ó quella dell'imperativo (poi sostituita con -u). Da queste poche righe non si hanno abbastanza informazioni sull'uso dell'accusativo oltre per sottolineare il complemento oggetto; sappiamo che non era l'unico caso presente, ad esempio c'era anche il genitivo. Tra gli affissi riconoscibili: mal- (contrario), -ig- (da ig(ere), attualmente ig(i), cioè rendere, trasformare); tra gli affissi mutati: kon- (preposizione con, poi divenuta kun), -et(e) poi divenuto -ec(o) ed -oz(e) poi divenuto -ar(o). Già in questa fase era possibile l'elisione dell'ultima vocale.
In seguito la totalità del materiale di questo primo protoesperanto fu bruciata dal padre, preoccupato per la passione del figlio che avrebbe potuto distrarlo dagli studi di medicina (in seguito si sarebbe specializzato in oftalmologia), e che probabilmente era anche preoccupato che una tale idea provenisse da un ebreo, il che avrebbe potuto suscitare dei sospetti da parte della polizia russa.
Nella celebre lettera a Nikolai Borovko, Zamenhof scriverà in seguito riguardo alla lingua del 1878:

### LaLingvo universaladel 1881
Quando Zamenhof terminati gli studi tornò a casa dall'università, si accorse della distruzione della sua opera e dovette rimettersi quindi al lavoro. Un estratto di questa nuova fase della lingua è in una lettera del 1881:
(Protoesperanto del 1881)
Che in esperanto moderno sarebbe probabilmente:
(Esperanto)
Quindi in italiano:
In questa fase i casi si erano ridotti solo a due (nominativo e accusativo). L'accento non era ancora regolare, ad esempio poteva cadere sull'ultima vocale in alcuni tempi verbali. Rispetto alla versione precedente, si possono notare differenze fononogiche e ortografiche che si avvicinano al moderno esperanto, come w sostituita da v. Sussiste ancora la presenza di digrammi (una coppia di lettere che rappresenta un unico suono), per cui non c'era la corrispondenza biunivoca suono-lettera. Inoltre, le lettere che hanno segni diacritici hanno delle barrette (esattamente come le vocali italiane, ma a destra, come nella parola "perché") sul modello polacco (come la lettera ć). Zamenhof probabilmente cambierà il segno di accento ( ΄ ) con il segno di cappellino ( ^ ) e di breve ( ˘ ) poiché questi ultimi erano entrambi presenti nel francese, per evitare i pregiudizi che sarebbero potuti nascere da lettere così "orientali" nell'Europa occidentale.

La coniugazione verbale era la seguente: indicativo presente -é, indicativo passato -u, indicativo futuro -uj, condizionale -á, volitivo -ó, ed infinito -e oppure -i.
I pronomi terminavano in -o (oppure in -a se possessivi: mo = io, ma = mio;), c'erano altre differenze, come il genere per la terza persona plurale dei pronomi personali:
| Pronomi personali (1881) | singolare | plurale |
| 1ª persona               | mo        | no      |
| 2ª persona               | to        | vo      |
| 3ª persona maschile      | ro        | po      |
| 3ª persona femminile     | śo        | o       |
| 3ª persona, riflessivo   | so        | so      |

### Verso l'esperanto
Zamenhof rifinì questa lingua, soprattutto grazie all'esperienza datagli dalla traduzione da altre lingue. Le desinenze grammaticali di plurale e accusativo di nomi e aggettivi divennero più semplici da memorizzare, poiché formati per somma di desinenze atomiche; ad esempio l'aggiunta della desinenza del plurale -j a quella del nome -o forma la "desinenza" che caratterizza i nomi al plurale -oj. L'accento fu definitivamente fissato sulla penultima vocale.
Nel 1887 pubblicò una grammatica sintetica dell'esperanto, l'Unua libro dal quale, dopo la rifinitura effettuata dagli usi della comunità esperantista, fu tratto l'esperanto che raggiunse la forma usata ancora oggi.

## Studi sul protoesperanto
Gaston Waringhien, nel suo libro Lingvo kaj Vivo ("Lingua e Vita"), ha analizzato l'evoluzione della lingua dai manoscritti del 1881, 1882 e 1885.